# Time Keeps on Slippin'
«Time Keeps on Slippin'» (укр. «А час стрибає») — чотирнадцята серія третього сезону анімаційного серіалу «Футурама», що вийшла в ефір у Північній Америці 6 травня 2001 року.
Автор сценарію: Кен Кілер.
Режисер: Кріс Лауден.

## Сюжет
Команда «Міжпланетного експреса» безтурботно пікнікує у Центральному парку, коли раптово у летючій тарілці прибуває баскетбольна команда «Гарлемські скороходи», яка кидає виклик землянам. Професор Фарнсворт приймає виклик, плануючи виставити проти «Скороходів» команду створених ним атомних мутантів-надлюдей. Оскільки мутанти ще не встигли вирости до потрібного розміру, професор посилає свою команду до Часової туманності за «хронотронами» — часовими частинками (не зважаючи на попередження Бендера, який пригадує, що колись хронотрони знищили цілу цивілізацію). На тлі цих подій Фрай безперервно і безрезультатно намагається залицятися до Ліли.
Команда повертається з туманності з хронотронами, і ріст атомних мутантів вдається прискорити. Під час гри надлюди професора рішуче перемагають «Гарлемських скороходів». Проте на початку другого тайму час у незрозумілий спосіб стрибає вперед. До гри приєднується Фрай. Не зважаючи на те, що команда Землі має 35 очок переваги над «Скороходами», після наступного часового стрибка вона програє з ганебним рахунком. Професор виснує, що збирання хронотронів спричинило дестабілізацію простору-часу, що незабаром може призвести до знищення Всесвіту.
За допомогою лідера «Скороходів» Ітана «Гумки» Тейта професор конструює гравітаційний важіль, яким він планує пересунути зірки навколо Часової туманності, щоби сила їхнього тяжіння спрямувала хронотрони у порожню частину Всесвіту. На щастя часові стрибки дозволяють їм швидко побудувати і доставити кораблем важіль у потрібне місце. Після того, як справу закінчено, Фрай намагається відновити свої залицяння до Ліли, аж раптом час перестрибує знов — до їхнього весілля і згодом до розлучення. Фрай розуміє, що під час одного зі стрибків він здійснив щось, чим зміг завоювати серце Ліли. Тим часом розриви в часі стають дедалі гіршими.
Покликавши на допомогу всю команду «Гарлемських скороходів» (найкращих науковців Всесвіту), професор розробляє новий план — за допомогою вибухового пристрою утворити в туманності чорну діру, яка зупинить витік хронотронів. Прибувши на місце, Фрай помічає, що пересунуті гравітаційним важелем зорі складаються у напис «Я КОХАЮ ТЕБЕ, ЛІЛО!» — вочевидь, він зробив це протягом одного з часових стрибків і цим підкорив її. У наступну мить вибух утворює чорну діру, яка засмоктує в себе всі найближчі зірки, перш ніж будь-хто встигає їх побачити. Почуття Фрая до Ліли лишається нерозділеним, проте часові стрибки припиняються назавжди.

## Послідовність дії
- У цій серії вперше з'являється Ітан Тейт на прізвисько «Гумка». Пізніше він помітний у серіях «The 30% Iron Chef» і «Less Than Hero».
- В одній із попередніх серій «A Fishful of Dollars» професор Фарнсворт каже, що його вважають психом за те, що він «бажає створити новий вид: атомних монстрів… атомних суперменів з овальними тілами, які смоктали б кров». У цій серії він нарешті створює атомних мутантів, хоча ті й не мають овальних тіл і не смокчуть кров.
- Один з мутантів, що має посеред грудей гармату, відсилає до серії «Put Your Head on My Shoulder», в якій професор пропонує Фраєві аналогічне вдосконалення тіла щоби «знищити всіх ворогів».

## Визнання
У 2006 році на сайті «IGN.com» цій серії було присуджено 15-те місце у списку найкращих серій «Футурами» (зокрема через емоційну кінцівку)  [Архівовано 16 лютого 2007 у Wayback Machine.].

## Пародії, алюзії, цікаві факти
- Деякі з елементів сюжету (штучно створені атомні баскетболісти-мутанти, виклик на матч від прибульців із космосу) пародіюють фільм «Космічний джем», в якому Біллі Вест озвучував роль Баґс Банні. Назву серії взято із пісні «Fly Like an Eagle», що звучить у цьому фільмі.

## Особливості українського перекладу
Імена гравців, які звучать у серії:
Гарлемські Скороходи
- Ітан «Гумка» Тейт
- «Солодкий» Клайд Діксон
- «Кучер» Джо

Надлюди
- Арахноїд
- Торайс